# بيفيرلي كرافين
بيفيرلي كرافين (بالإنجليزية: Beverley Craven) هي مغنية مؤلفة وعازفة بيانو ومغنية بريطانية، ولدت في 28 يوليو 1963 في كولمبو في سريلانكا.

## وصلات خارجية
- الموقع الرسمي
- بيفيرلي كرافين على موقع IMDb (الإنجليزية)
- بيفيرلي كرافين على موقع ميوزك برينز (الإنجليزية)
- بيفيرلي كرافين على موقع أول ميوزيك (الإنجليزية)
- بيفيرلي كرافين على موقع ديسكوغز (الإنجليزية)
- بيفيرلي كرافين على موقع قاعدة بيانات الفيلم (الإنجليزية)